# Peter zataji Jezusa (Georges de la Tour)
Peter zataji Jezusa ali Zanikanje svetega Petra je slika Georgesa de La Toura iz leta 1650, po možnosti narejena s pomočjo slikarjevega sina Étiennea. Podpisal in datiral jo je starejši umetnik. Leta 1810 jo je Musée d'Arts de Nantes prevzel od Françoisa Cacaulta, kjer še vedno visi.
Delo je naročil Henri de La Ferté-Senneterre, guverner Lorene, kjer je La Tour živel in delal. La Ferté-Senneterre je zapisal, da je leta 1650 za delo z naslovom Zanikanje sv. Petra plačal 650 frankov, verjetno za delo v Nantesu. Takrat je bil eden najpomembnejših zbiralcev dela La Toura.
Pristop dela je zelo caravaggističen, ob strani postavi domnevno glavno temo dela in postavi vojake, ki kockajo, za mizo v središču. V francoski družbi 17. stoletja je bilo 'igranje iger neločljivo od razkošja' in dokaz 'brezbrižnosti do odrešenja' - podobna povezava je narejena v umetnikovi Goljufivka s karo Asom. Igrajoči vojaki se pravočasno sklicujejo tudi na tiste, ki so  žrebali za Jezusova oblačila ob vznožju križa.(Mr 15,24; Mt 27,35; Lk 23,24; Jn 19,34)